# 西蒙娜·彼得森
西蒙娜·彼得森（丹麥語：Simone Petersen，1997年8月28日—），生于灵斯泰兹，丹麦女子手球运动员。她曾代表丹麦国家队参加2021年世界女子手球锦标赛，获得季军。她也曾获2015年欧洲青年女子手球锦标赛冠军。